# Natalja Pawlowna Arzybaschewa
Natalja Pawlowna Arzybaschewa (russisch Наталья Павловна Арцыбашева; * 14. Juli 1978 in Peschtscherka in der Oblast Leningrad, Sowjetunion) ist eine ehemalige russische Sommerbiathletin.
Natalja Arzybaschewa gewann ihre erste Medaille bei Sommerbiathlon-Weltmeisterschaften 2002 in Jablonec nad Nisou, wo sie mit Raissa Matwejewa, Olessja Fedossejewa und Ljubow Jermolajewa den Titel im Staffelrennen gewann. Bei den Weltmeisterschaften 2003 gewann sie in Forni Avoltri an der Seite von Inna Kasimowa, Oksana Neupokojewa und Tatjana Moissejewa im Staffelrennen hinter der Vertretung von Belarus die Silbermedaille gewann. Im Sprint wurde sie Sechste, im Verfolgungsrennen Fünfte sowie Achte des Massenstartwettbewerbs. Auch bei den Weltmeisterschaften 2004 in Osrblie gewann Arzybaschewa an der Seite von Ljubow Jermolajewa, Anna Sotnikowa und Oksana Neupokojewa hinter den Belarussinnen die Silbermedaille und wurde zudem Fünfte in Sprint und Verfolgung sowie 13. des Massenstartrennens.
Von 1997 bis 2003 studierte sie in Sankt Petersburg an der Akademie für Sportwissenschaften. Nach dem Karriereende schlug Arzybaschewa eine Laufbahn als Kampfrichterin ein und arbeitet am Technikum in Sankt Petersburg.